# Muñopepe
Muñopepe ist ein Ort und eine zentralspanische Gemeinde (municipio) mit 104 Einwohnern (Stand: 2024) in der Provinz Ávila in der Autonomen Region Kastilien-León. 

## Lage
Muñopepe befindet sich in den nördlichen Ausläufern der Sierra de Gredos gut zehn Kilometer westsüdwestlich von Ávila in einer Höhe von 1120 m. Das Klima im Winter ist kühl, im Sommer dagegen trotz der Höhenlage durchaus warm; der Regen (ca. 532 mm/Jahr) fällt – mit Ausnahme der nahezu regenlosen Sommermonate – verteilt übers ganze Jahr.

## Bevölkerungsentwicklung
| Jahr      | 1970 | 1981 | 1991 | 2001 | 2011 | 2021 |
| Einwohner | 158  | 136  | 123  | 106  | 105  | 101  |

## Sehenswürdigkeiten

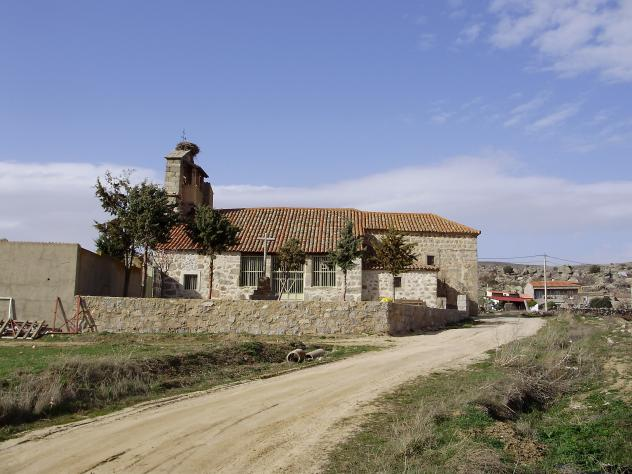
Vinzenzkirche
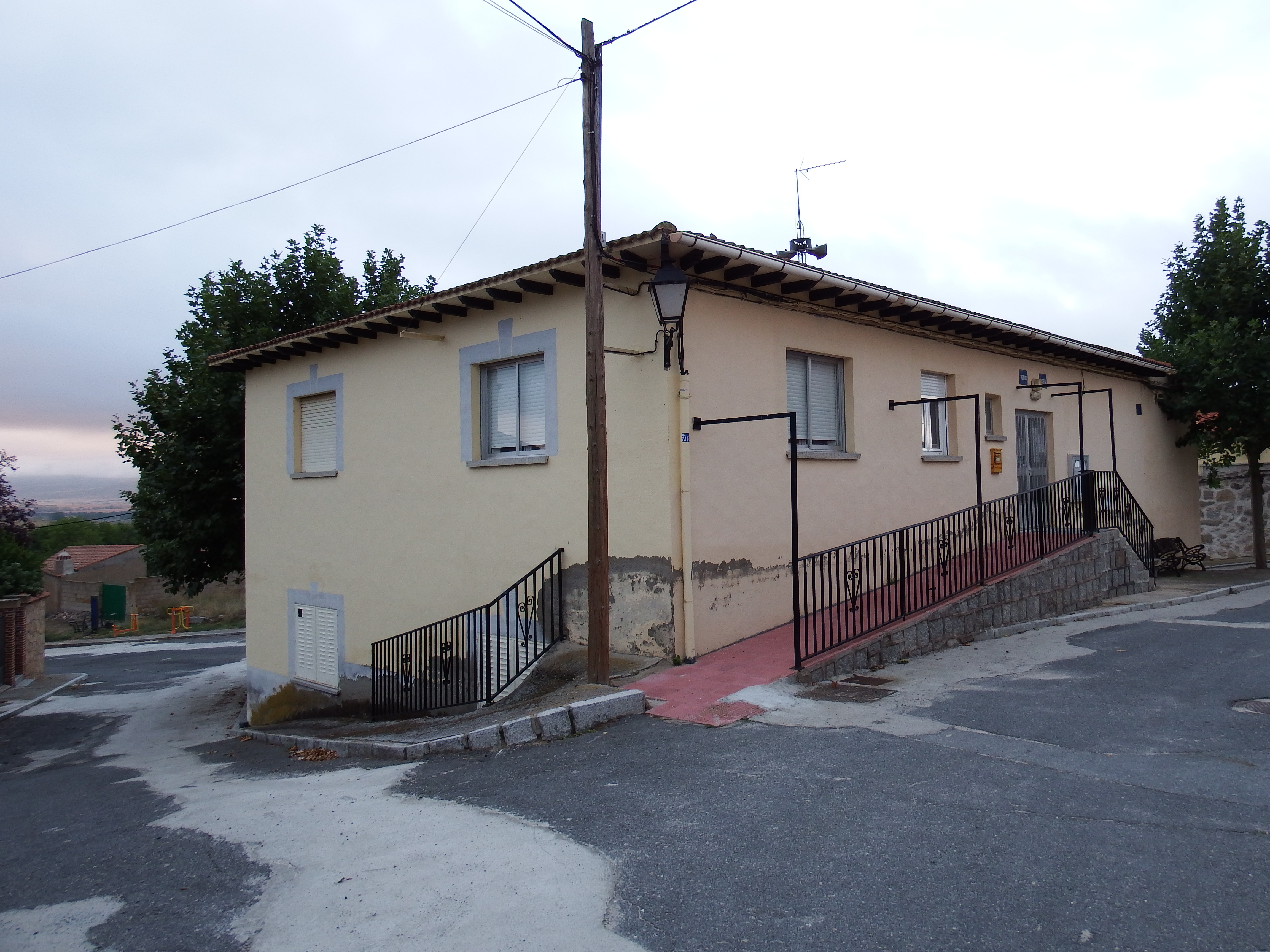
Rathaus

- Vinzenzkirche
- Rathaus